# Carl-Maria-von-Weber-Museum
Het Carl-Maria-von-Weber-Museum is een muziekmuseum in Dresden, de hoofdstad van de Duitse deelstaat Saksen. Het is gewijd aan leven en werk van de componist Carl Maria von Weber en is gevestigd in diens voormalige zomerverblijf. Het maakt deel uit van de stedelijke musea van Dresden.

## Locatie

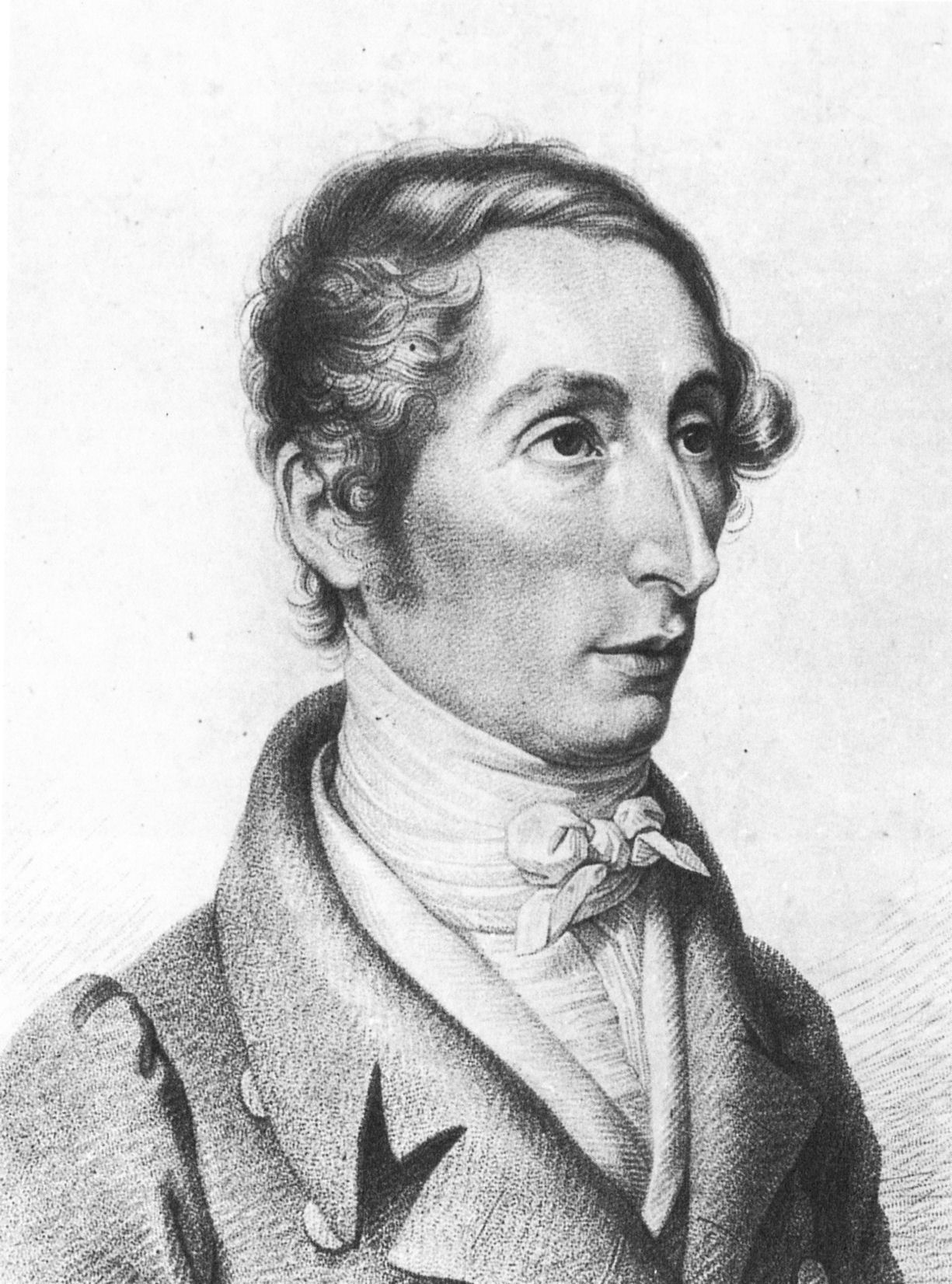
Carl Maria von Weber

Het museum is gevestigd in een oud wijnbouwershuis in Hosterwitz, een stadsdeel in het oosten van Dresden. Het is gelegen aan de rand van het keteldal van de Elbe aan de Dresdener Strasse, ongeveer een kilometer ten noorden van het slot Pillnitz, waarin het slotmuseum te bezoeken is. Tevens in de buurt gelegen is het stedelijke kunstnijverheidsmuseum.

## Tentoonstellingen en evenementen
In het museum is op twee verdiepingen een permanente tentoonstelling ingericht over leven en werk van Carl Maria von Weber. De leiding is in handen van Dorothea Renz. De collectie bestaat onder meer uit persoonlijke voorwerpen uit familiebezit. Deze zijn voor een deel afkomstig uit de nalatenschap van Webers achterkleindochter Mathilde von Weber (1881–1956), bijvoorbeeld Webers stemvork, dirigeerstok, zegelring en zegelstempel. Talrijke historische documenten zoals partituren, dagboeken en brieven belichten het werk van de componist. Hierbij gaat het vooral om facsimile's; de originelen bevinden zich in de Sammlung Weberiana van de Staatsbibliothek in Berlijn. Ook is men bezig een collectie affiches omtrent de opera's van Weber op te zetten. Te zien is verder een aantal originele schilderijen van familieleden van de componist. Het dakkamertje op de eerste verdieping, waar Weber componeerde, is ingericht met meubilair uit de tijd van Weber.
Voorts worden er in het museum ook wisselende tentoonstellingen over andere onderwerpen gepresenteerd, zoals bijvoorbeeld over David Oistrach.
Regelmatig vinden er literaire en muzikale evenementen plaats, waaronder kamermuziekconcerten en musicologische lezingen. Hiervoor worden vooral kunstenaars en studenten uit Dresden ingezet. Als het weer het toelaat worden bij speciale gelegenheden de evenementen in de gerestaureerde tuin gehouden.

## Geschiedenis

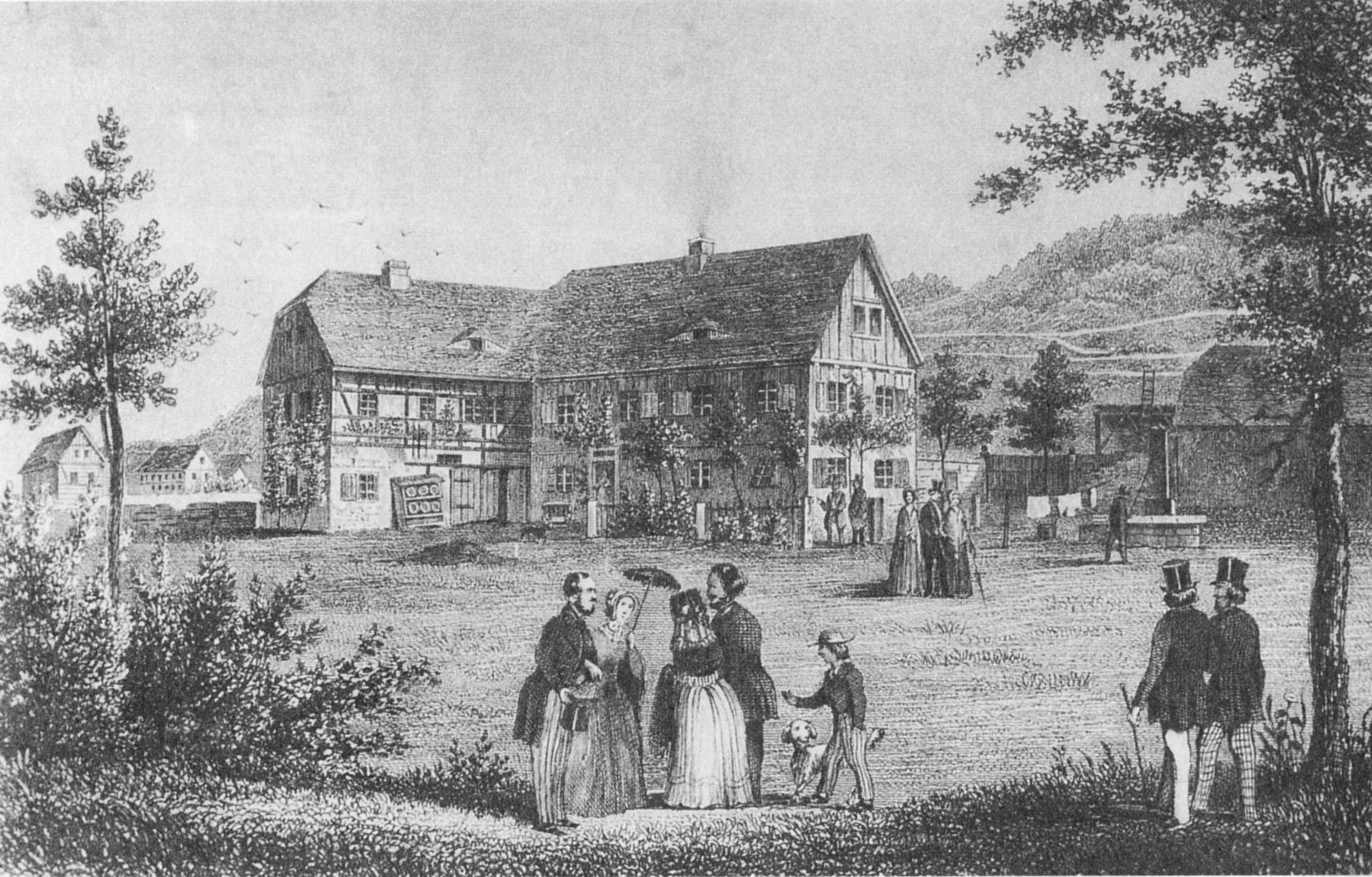
Negentiende-eeuwse gravure van Webers zomerhuis

In de negentiende eeuw was Hosterwitz door zijn fraaie ligging tussen de Elbe en de omringende heuvels een geliefd vakantieoord voor de inwoners van het dichtbevolkte Dresden. Ze namen 's zomers hun intrek in een zomerhuisje in het kleine wijnbouwersdorp. Dat deed ook Carl-Maria von Weber toen hij vanaf 1817 hofkapelmeester van de Königlich-sächsische musikalische Kapelle was. Tijdens een voorjaarswandeling met zijn vrouw Caroline door Hosterwitz in 1818 ontdekte hij het huisje van Gottfried Felsner, een plaatselijke wijnbouwer. Bij hem nam hij in de zomermaanden van 1818, 1819, 1823 en 1824 zijn intrek. Hier componeerde Weber, geïnspireerd door het omgevende landschap, in het bijzonder door de Keppgrund, een nabijgelegen dal dat hij vaak doorkruiste. In het gebouw van het tegenwoordige museum zijn onder andere delen van zijn opera's Der Freischütz, Euryanthe en Oberon ontstaan, evenals kleinere composities zoals het pianorondo Aufforderung zum Tanz. Ook ontving Weber hier verschillende musici en dichters. Zijn zoon Max Maria bracht hier periodes van zijn vroege jeugd door.
Reeds tien jaar na de dood van de componist, in 1836, ontstond er in het zomerverblijf een eerste kleine gedenkplaats. De Pruisische muziekdirecteur Friedrich Wilhelm Jähns stichtte een plaquette die in 1865 aan de voorgevel van het huis geïnstalleerd werd. Ook gaf hij in 1873 een chronologisch-thematische catalogus van het volledige werk van Weber uit.
De Landesverein Sächsischer Heimatschutz (de Saksische heemschutvereniging) nam in 1828 het beheer van het huis over. Door de geallieerde luchtaanvallen op Dresden tijdens de Tweede Wereldoorlog in 1945 werd het stedelijke woonhuis van de Webers aan de Altmarkt verwoest, zodat het zomerverblijf van de componist het enige overgebleven woonhuis van de componist in Dresden is.

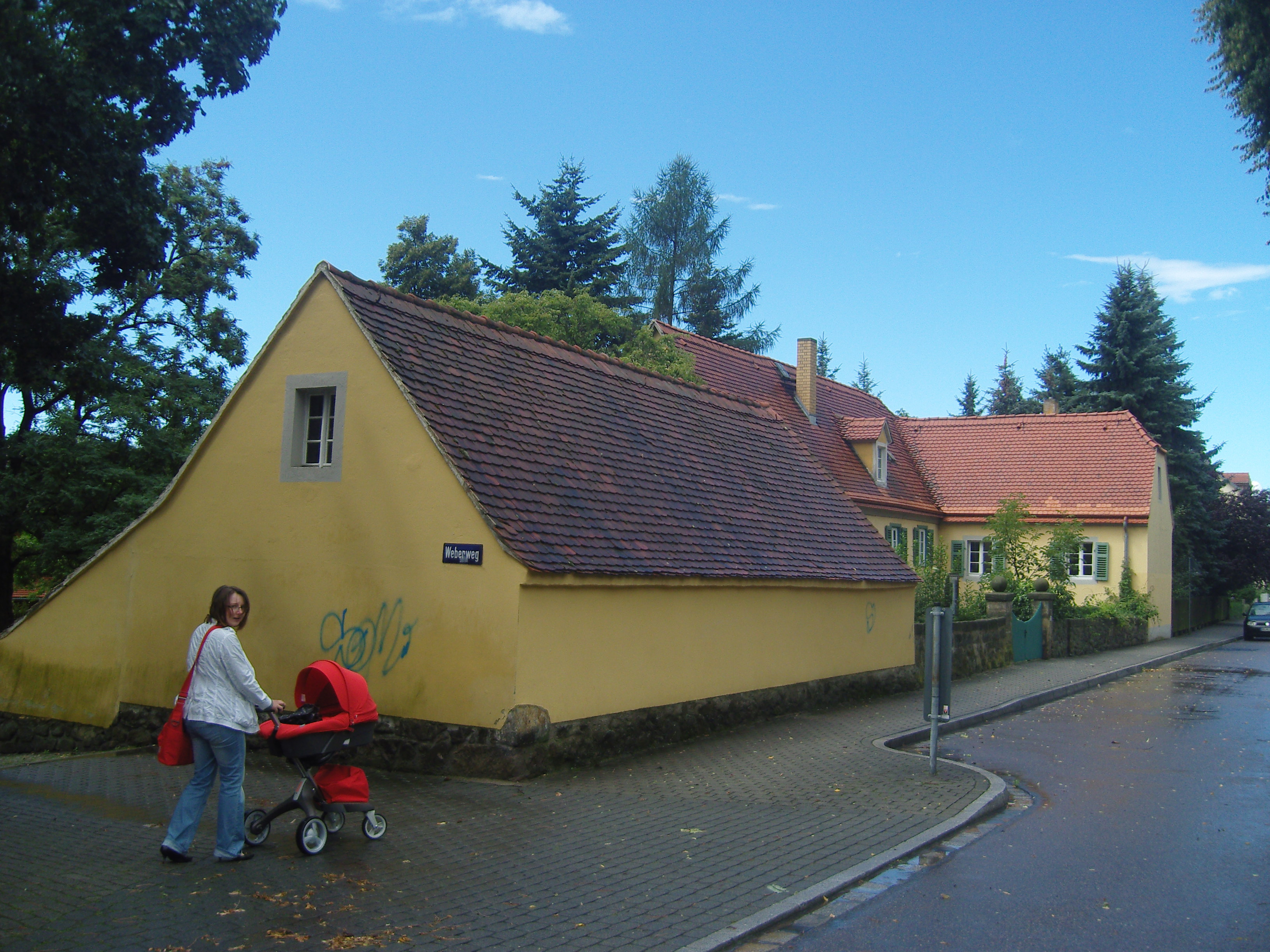
Carl-Maria-von-Weber-Museum

Door de oorlog is het huis jarenlang gesloten geweest, pas in 1948 werd het heropend. Op initiatief van Franz Zapf werd in 1957 het museum ingericht. Ter gelegenheid van Webers 150e sterfdag in 1976 werd het gebouw geheel gerestaureerd. Tegenwoordig maakt het deel uit van de stedelijke musea van Dresden.